# Joel Antônio Martins
Joel Antônio Martins (23. listopad 1931, Rio de Janeiro – 1. leden 2003, Rio de Janeiro) byl brazilský fotbalista. Nastupoval především na postu záložníka.
S brazilskou fotbalovou reprezentací vyhrál mistrovství světa roku 1958, na šampionátu nastoupil ke dvěma zápasům ze šesti, které Brazilci odehráli. Získal též stříbrnou medaili na Mistrovství Jižní Ameriky 1957, kde dal i dvě branky. Brazílii reprezentoval v 11 zápasech, v nichž dal 3 góly.
V Brazílii hrál za Botafogo, Flamengo a Vitórii. Čtyři sezóny strávil i ve španělské první lize, v dresu Valencie.